# 카우보이 (영화)
카우보이(Cowboy)는 미국에서 제작된 델머 데이브즈 감독의 1958년 서부 영화이다. 글렌 포드 등이 주연으로 출연하였고 줄리앙 블로스타인 등이 제작에 참여하였다.

## 출연

### 주연
- 글렌 포드
- 잭 레먼

### 조연
- 애너 카슈피
- 브라이언 돈레비
- 딕 요크
- 빅터 마누엘 멘도자
- 리차드 재켈

## 제작진
- 원작자: 프랭크 해리스
- 미술: 캐리 오델